# Montrose (Angus)
Montrose, schottisch-gälisch: Monadh Rois, in Angus ist eine kleine Hafenstadt an der Ostküste Schottlands.

## Überblick
Aufgrund alter Namen des Ortes hat man auf eine norwegische Siedlung im Bereich des heutigen Hafens als Ursprung geschlossen. Der Name Montrose kommt vermutlich von Mouth Hrossay, einem Ort an der Mündung des Flusses Esk in der Nähe von Rossie Island. Das erste Mal urkundlich erwähnt wurde der Ort unter David I. (1080–1153). Wahrzeichen des Ortes ist der 67 m hohe Turm der Andreaskirche Old and St Andrew’s Church, der 1834 von James Gillespie Graham erbaut wurde.

## Wirtschaft und Infrastruktur
Der Hafen von Montrose beherbergt verschiedene Industriezweige der Nordseeölgesellschaften. Montrose besitzt einen Bahnhof an der Bahnstrecke Dundee–Aberdeen. Auf der Straße ist die Stadt über die A92 mit Dundee und Aberdeen verbunden. Die A935 verbindet Montrose mit Brechin und die A937 mit Laurencekirk. In beiden Städten besteht zudem Anschluss an die A90, die wichtigste Straßenverbindung zwischen Dundee und Aberdeen.

## Sport
Der Klub FC Montrose ist der örtliche Fußballverein. Er spielt derzeit in der Scottish League One.

## Partnerschaft
Mit der französischen Gemeinde Luzarches in der Île-de-France besteht eine Städtepartnerschaft.

## Söhne und Töchter der Stadt
- James Graham, 1. Marquess of Montrose (1612–1650), Heerführer in den Kriegen der Drei Königreiche
- Robert Brown (1773–1858), Botaniker
- Joseph Hume (1777–1855), Arzt und Politiker
- Alexander Burnes (1805–1841), Abenteurer, Entdecker und Reiseschriftsteller
- Cecil De Vere (1845–1875), Schachmeister
- Willa Muir (1890–1970), Schriftstellerin und Übersetzerin
- David L. Kennedy (* 1948), Archäologe
- Graham Bartram (* 1963), britischer Flaggenkundler
- Paul Monaghan (* 1965), schottischer Politiker
- Kerr Smith (* 2004), Fußballspieler